# Taras Mykhalyk
Taras Mykhalyk (28 de outubro de 1983) é um futebolista ucraniano que atua como volante. Atualmente, defende o clube russo Lokomotiv Moscou.

## Carreira

### CSKA Kyiv
Taras Mykhalyk se profissionalizou no CSKA Kyiv, em 2001. 

### Lokomotiv Moskva
Taras Mykhalyk se transferiu para o Lokomotiv Moskva, em 2013.

## Títulos
Lokomotiv Moskva
- Copa da Rússia: 2016–17
- Campeonato Russo: 2017–18